# Hieracium chlorelloides
Hieracium chlorelloides es una especie de planta con flor del género Hieracium, de la familia Asteraceae, orden Asterales.

## Distribución
Hieracium chlorelloides se distribuye por Francia y Italia.

## Taxonomía
Fue descrita científicamente por Zahn. Fue publicada en E.Burnat, Hierac. Alp. Mar.: 242 (1916).